# Cancale
Cancale (en bretó Kankaven, en gal·ló Cauncall) és un municipi francès, situat a la regió de Bretanya, al departament d'Ille i Vilaine. L'any 2006 tenia 5.285 habitants.

## Demografia
| Evolució de la població Cassini i INSEE |       |       |       |       |       |       |       |       |
| 1793                                    | 1800  | 1806  | 1821  | 1831  | 1836  | 1841  | 1846  | 1851  |
| 3 177                                   | 3 003 | 3 414 | 4 121 | 4 880 | 5 151 | 5 230 | 5 065 | 5 826 |

| 1856  | 1861  | 1866  | 1872  | 1876  | 1881  | 1886  | 1891  | 1896  |
| ----- | ----- | ----- | ----- | ----- | ----- | ----- | ----- | ----- |
| 6 105 | 6 352 | 6 400 | 6 654 | 6 239 | 6 523 | 6 721 | 6 578 | 6 641 |

| 1901  | 1906  | 1911  | 1921  | 1926  | 1931  | 1936  | 1946  | 1954  |
| ----- | ----- | ----- | ----- | ----- | ----- | ----- | ----- | ----- |
| 6 549 | 7 061 | 7 627 | 6 635 | 6 340 | 6 029 | 5 635 | 5 569 | 5 463 |

| 1962  | 1968  | 1975  | 1982  | 1990  | 1999  | 2006 | 2011 | 2016 |
| ----- | ----- | ----- | ----- | ----- | ----- | ---- | ---- | ---- |
| 5 236 | 5 019 | 4 780 | 4 638 | 4 910 | 5 203 | -    | -    | -    |

| 2019 | - | - | - | - | - | - | - | - |
| ---- | - | - | - | - | - | - | - | - |
| -    | - | - | - | - | - | - | - | - |

## Administració
| Període   | Identitat          | Partit        |
| --------- | ------------------ | ------------- |
| 1965-1978 | Olivier Biard      |               |
| 1978-1989 | Jean Raquidel      |               |
| 1989-2001 | Joseph Pichot      | Divers droite |
| 2001-2008 | Pierre-Yves Mahieu | Divers gauche |
| 2008-     | Pierre-Yves Mahieu | Divers droite |

## Galeria d'imatges

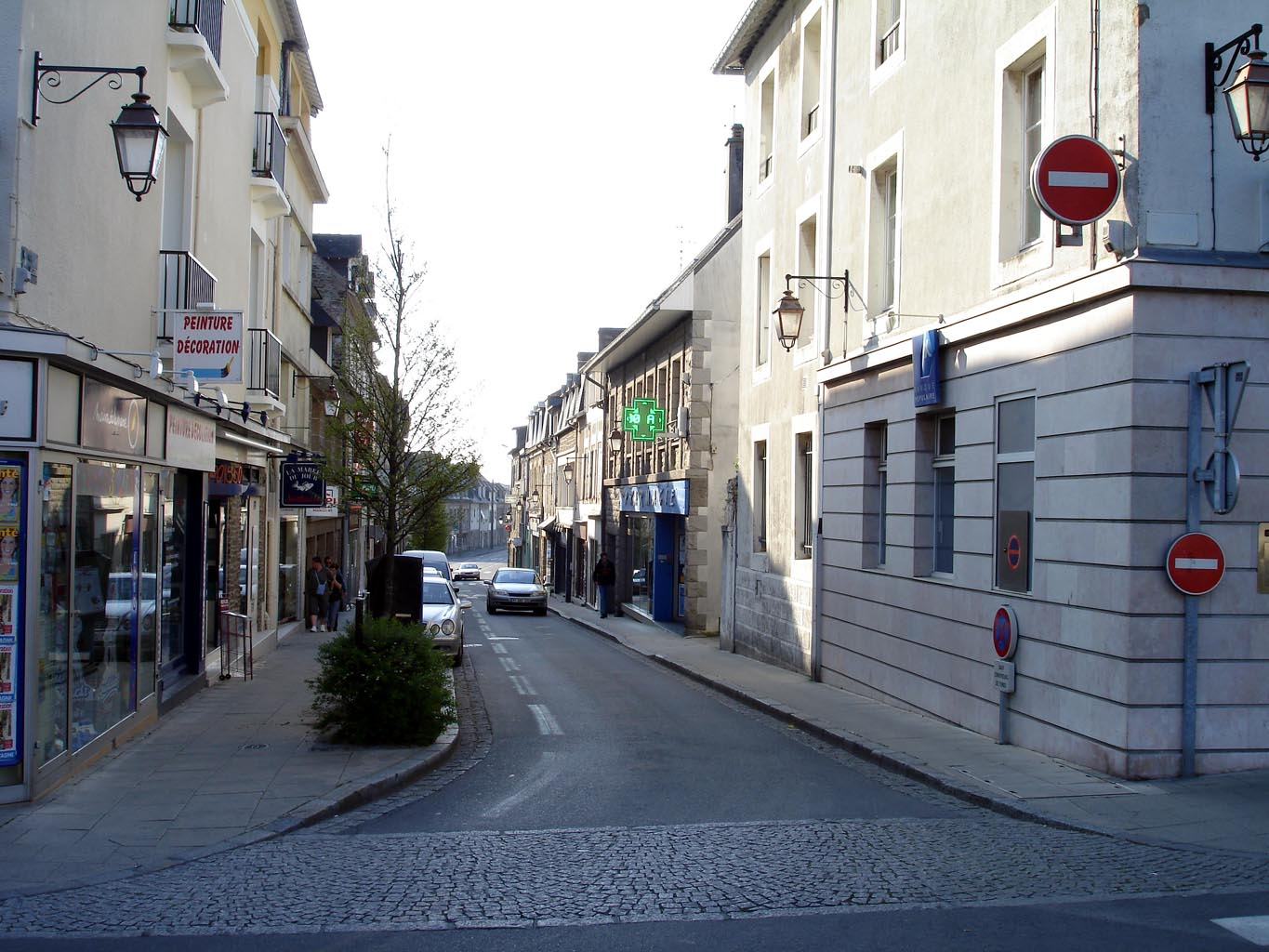
Avinguda general de Gaulle
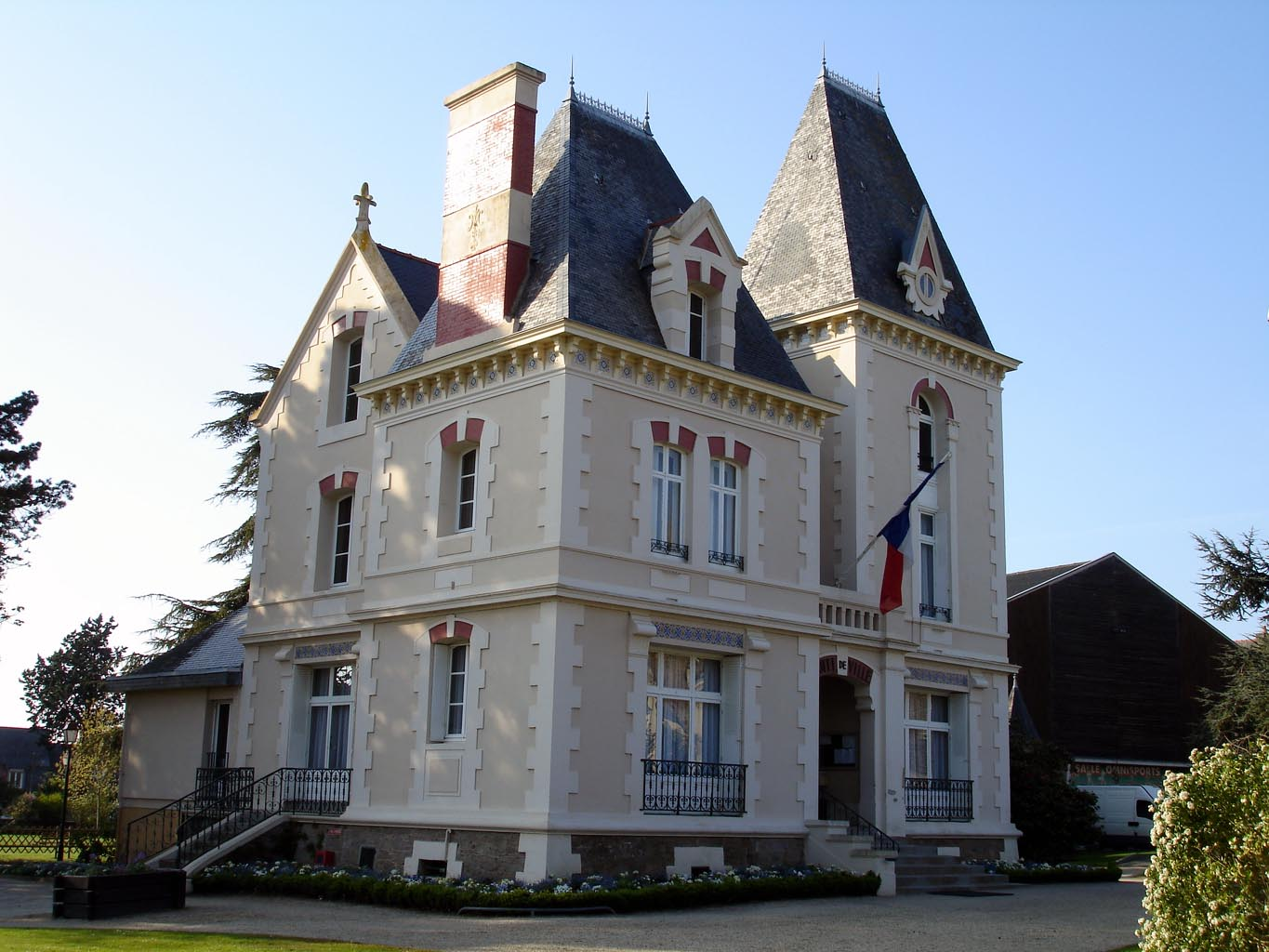
Alcaldia
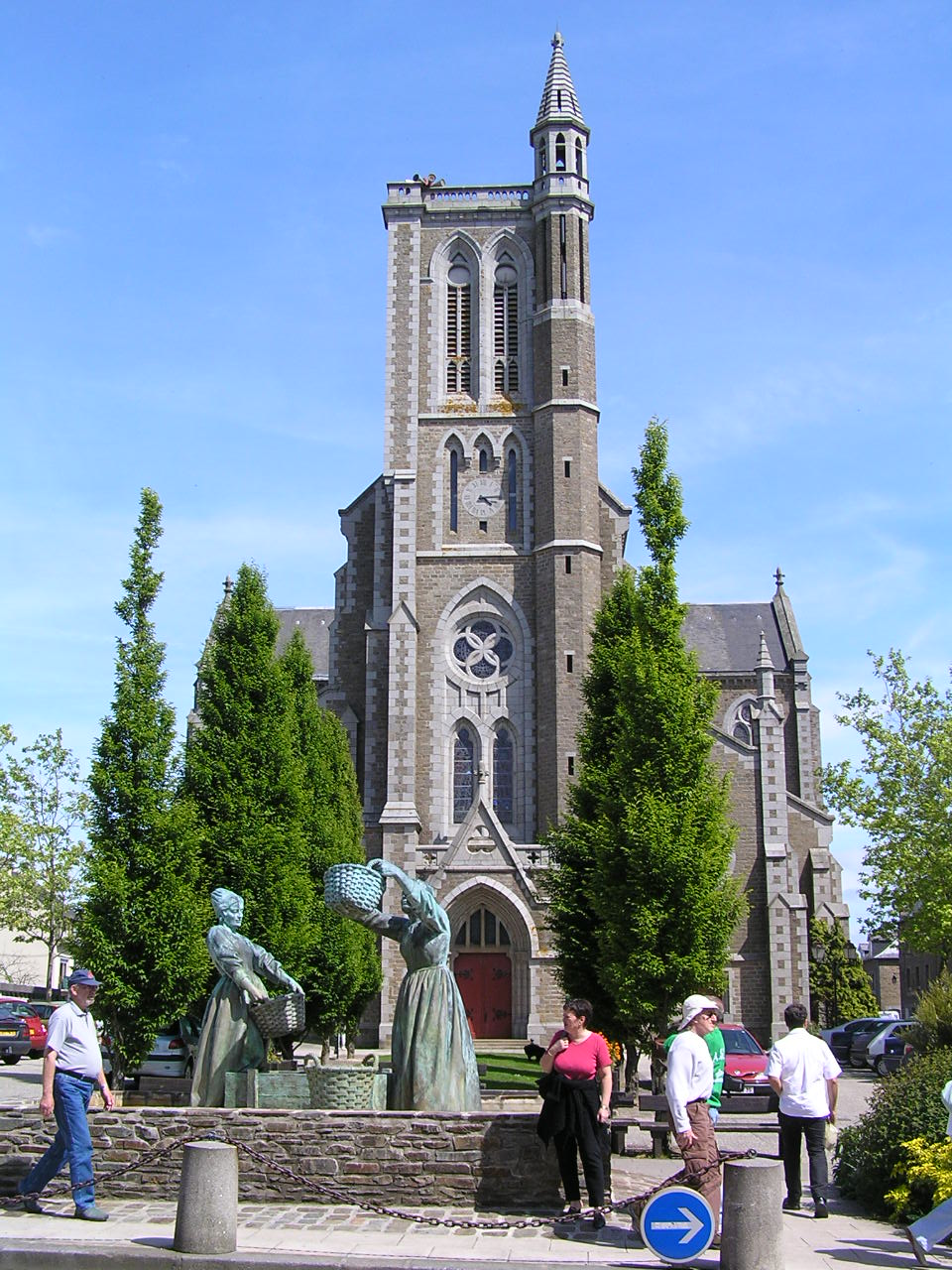
Església Saint Meen